# Il Guerrin Meschino
(Andrea da Barberino, Guerrino detto il Meschino, libro V, cap. 138)
Il Meschino da Durazzo, comunemente noto come Guerrin Meschino o Guerrino detto il Meschino (talvolta reso Guerino), è il titolo di un'opera letteraria in otto libri, a metà strada fra la favola e il romanzo cavalleresco, scritta intorno al 1410 da Andrea da Barberino. La sua prima pubblicazione a stampa avvenne il 21 aprile 1473.

## Contenuto del libro

### Trama
Il romanzo è ambientato al tempo di Carlo Magno (VIII-IX secolo).
Il protagonista Guerrino è figlio di Milone, principe di Borgogna e cavaliere dell'Aspromonte, il quale conquista l'Albania strappandola al dominio turco dei fratelli Napar e Madar. Milone diviene quindi re di Durazzo e sposa Fenisia, principessa turca convertita al cristianesimo, dalla quale nasce appunto Guerrino.
Quando i fratelli turchi riusciranno in seguito a riconquistare la città di Durazzo facendo prigionieri Milone e Fenisia, il principe Guerrino, ancora neonato, sarà allontanato dal suo regno e dai genitori, e, date le sue origini sconosciute, sarà ribattezzato "il Meschino". Tutto il romanzo è incentrato sulla ricerca dei genitori, intrapresa dal Meschino per scoprire le proprie origini.

#### Argomento del Libro I

##### Il Meschino alla corte di Costantinopoli
Quando Guerrino ebbe compiuto i due mesi, i Turchi assediarono e conquistarono Durazzo, facendo prigionieri il re Milone e la moglie Fenisia. La balia Sefferra riuscì a fuggire ed imbarcarsi su una nave diretta a Costantinopoli, conducendo in salvo il fanciullo. La nave però venne assalita dai pirati, Sefferra fu uccisa e Guerrino venduto al mercato di Salonicco e acquistato come servo da Epidonio di Costantinopoli, che gli pose nome Meschino, a causa della sua condizione; tuttavia lo allevò e istruì come un figlio.
Dopo due anni Epidonio ebbe un figlio naturale, Enidonio. Questi usava frequentare i giochi e gli addestramenti militari presso la corte, insieme ad Alessandro figlio dell'imperatore, e recava con sé il Meschino come servo. Il principe Alessandro notò presto l'abilità bellica e cavalleresca del Meschino e volle prenderlo con sé, affrancandolo dalla condizione di servo e ospitandolo presso la corte imperiale, dove i due giovani divennero presto sinceri amici e dove il Meschino si innamorò della principessa Elisena, sorella di Alessandro.

##### Il torneo
Un giorno l'imperatore decise di indire un torneo per maritare Elisena, a cui potevano partecipare soltanto nobili e cavalieri e dal quale il Meschino era escluso a causa delle sue ignote origini. Tuttavia, aiutato da Alessandro che gli prestò vesti e armi, riuscì a partecipare in incognito, e per tre giorni consecutivi vinse tutte le giostre. Ma ovviamente, non potendo pretendere il premio, né tanto meno la mano di Elisena, decise di non palesarsi. L'imperatore non poté conferire a nessuno l'onore della vittoria, in quanto questo spettava al misterioso cavaliere anonimo che aveva battuto tutti gli altri ma che era irrintracciabile.
Al torneo avevano partecipato i principi turchi Torindo e Pinamonte, figli del re Astiladoro, i quali raccontarono, mentendo, che l'imperatore non aveva voluto conferire loro il premio per la vittoria del torneo. Con questo falso pretesto dell'offesa ricevuta, il re Astiladoro mosse guerra all'imperatore e strinse d'assedio Costantinopoli.

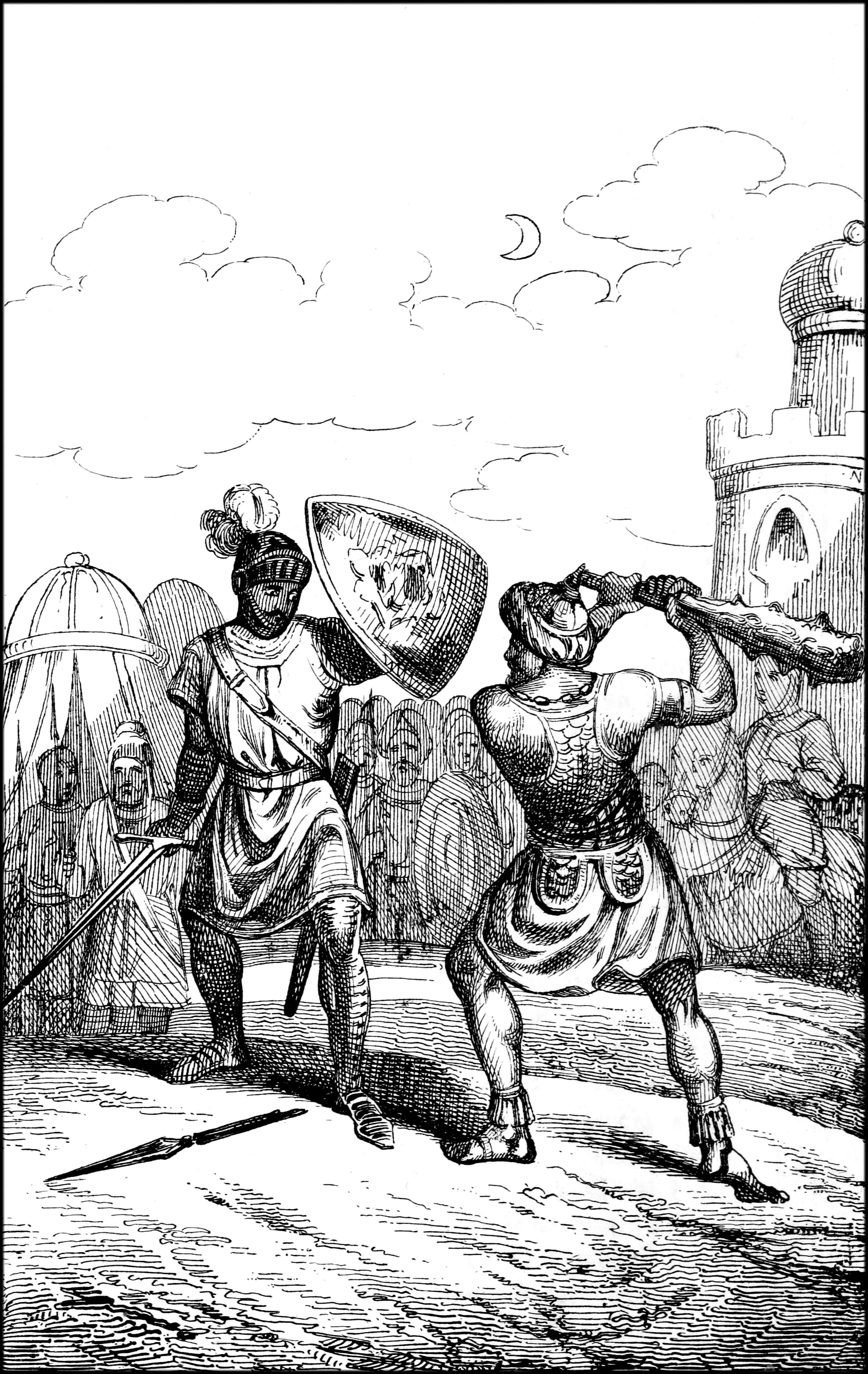
Il Meschino combatte con Pinamonte

##### La guerra con i turchi
Durante l'assedio, che stava stremando la città, la principessa Elisena notò che il Meschino non era per nulla preoccupato: egli infatti vedeva nella guerra la possibilità di mostrare il proprio onore e di riscattarsi. Ma la principessa si adirò per il suo atteggiamento a tal punto che lo accusò di fronte ad altre donne: a motivare il fatto che egli si rallegrava della guerra che volgeva in favore dei nemici, ella avanzò l'ipotesi che il Meschino fosse turco.
Dopo questo episodio l'amore segreto del Meschino per la principessa si tramutò in odio, ed egli fu a maggior ragione spinto a partire per scoprire le origini dei suoi genitori.
Intanto la guerra si metteva male per i greci, e Costantinopoli stava per capitolare. Allora il principe Alessandro decise di sfidare a duello un campione turco per decidere l'esito della guerra: se Alessandro avesse battuto il principe Pinamonte, i saraceni avrebbero tolto l'assedio, altrimenti avrebbero acquistato il possesso delle terre dell'impero. Alessandro fu sconfitto e fatto prigioniero, e l'imperatore e la città furono gettati nello sgomento generale.
Il Meschino volle allora liberare l'amico e chiese una rivincita ai principi turchi. L'imperatore di Costantinopoli, vedendo che tutto era ormai perduto, approvò quest'ultimo disperato tentativo: concesse quindi l'investitura a cavaliere al Meschino e lo armò.
Il Meschino uccise in duello Pinamonte, fece prigioniero il fratello Torindo, e nella rivincita chiesta a loro volta dagli altri fratelli dei principi turchi, ne uccise un altro e fece ancora due prigionieri.
Avendo catturato tre principi figli del re Astiladoro, ottenne di scambiare i prigionieri e liberare così Alessandro.
Visto il valore del Meschino, l'imperatore acconsentì a nominarlo capitano dell'esercito greco, cosicché egli andò contro i turchi mandandoli definitivamente in rotta, liberando Costantinopoli e riconquistando tutte le terre sottomesse dal re Astiladoro.
Nei mesi seguenti all'armistizio il Meschino venne onorato e tenuto in grande considerazione presso la corte di Costantinopoli. L'imperatore volle addirittura che egli sposasse la principessa Elisena, la quale nel frattempo si era innamorata del Meschino, che però ora rifiutava il matrimonio a causa dell'odio che le portava per la precedente offesa.

##### La ricerca dei genitori
Durante la firma dei trattati di pace era avvenuto che il principe turco Brunoro bestemmiasse contro il fato per aver permesso ad un villano di cui non si conosceva la stirpe di vincere sul sangue troiano.
I pensieri del Meschino erano perciò tutti incentrati sul fatto che egli non sapeva chi fosse davvero, incertezza che gli procurava non poco dolore, nonostante fosse ora riscattato e tenuto in gran considerazione a corte.
L'imperatore promise di aiutarlo a risalire ai suoi genitori, domandando prima a Epidonio e cercando di rintracciare nei porti della Grecia i corsari che lo avevano venduto al mercato. Ma le ricerche furono infruttuose, così si ricorse agli incantesimi di diversi negromanti e si giunse in Egitto, dove un indovino consigliò di recarsi nell'estremo oriente indiano per interrogare gli Alberi del Sole.
Il Meschino si risolse perciò di partire, non senza fatica ottenne la licenza di Alessandro e dell'imperatore, che non volevano lasciasse la corte, e si imbarcò su una galea diretta in oriente.

#### Argomento del Libro II

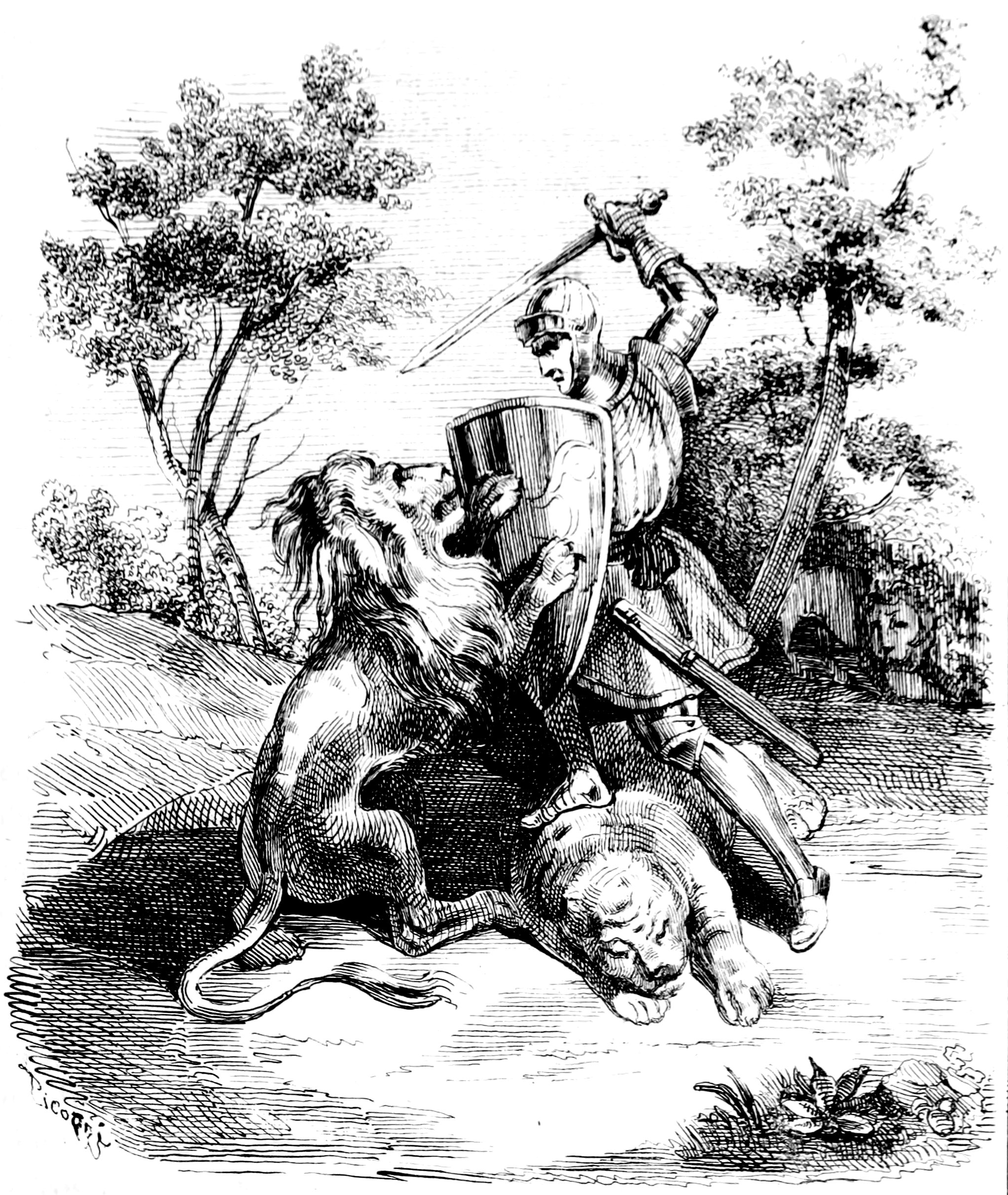
Il Meschino alle prese con le fiere selvatiche

Attraverso la Colchide e l'Iberia, attuale regione del Caucaso, il Meschino giunse in Asia, dove si imbatté in svariate creature mitologiche: giganti, bestie selvatiche (grifoni, draghi e altri animali fantastici) e popolazioni mitiche (sciapodi e arimaspi), tipiche dell'immaginario collettivo medievale.
Appena giunto in Asia, strinse amicizia con Brandisio, un cavaliere guascone catturato dai giganti, che il Meschino riuscì a liberare.
Passando per l'Armenia e la Tartaria, i due cavalieri furono fatti prigionieri dal Lalfamech, un nobile che voleva derubarli, ma riuscirono a fuggire e rifugiarsi nella città di Media (terra dell'antico popolo dei Medi), dove appresero dalla giovane regina Aminadan che il regno era in guerra con il Lalfamech, un traditore che voleva usurpare il trono. Il Meschino si offrì di combattere per la regina, venne eletto capitano dell'esercito e sconfisse il Lalfamech.
Brandisio sposò la giovane regina di Media e il Meschino ripartì verso oriente.
Traversando l'Asia, incontrò diverse popolazioni e bestie selvatiche e giunse infine ai confini orientali dell'India, dove l'Albero del Sole gli rivelò che egli era di stirpe regale, che si chiamava Guerrino e che era di origine cristiana, battezzato due volte; l'Albero della Luna profetizzò che in occidente egli avrebbe scoperto le proprie origini.

#### Argomento del Libro III

##### Le guerre in Persia
Durante il ritorno dall'India verso occidente, Guerrino si trovò in Persia, nella città di Lamech e venne condotto al cospetto del Sultano. Qui fu costretto a nascondere la sua fede cristiana e si finse pagano e devoto al dio Apollo. L'Almansore e l'Argalifo lo condussero in visita all'Arca di Maometto, dove il Meschino voltò le spalle all'altare e venne accusato di sacrilegio. Ma adducendo la spiegazione di non essere degno di rivolgere lo sguardo verso il profeta, riuscì a salvarsi ed essere anche preso in grande considerazione.
Mentre Guerrino si trovava a corte, il Sultano ricevette la giovane Antinisca, principessa di Persepoli fuggita dalla città dopo che i Turchi di Galismarte, fratello di Astiladoro, l'avevano occupata e avevano ucciso il re e i suoi due figli maschi. Il Meschino si innamorò della fanciulla e convinse il Sultano a muovere guerra contro Galismarte e a liberare la Persia e la Siria dagli invasori turchi.

Grazie alla fama che il Meschino si era procurato raccontando dei suoi viaggi in India e alle ottime qualità cavalleresche dimostrate in un duello contro un barone locale di nome Tenaur, fu nominato capitano e intraprese la guerra a capo di un esercito. Già in seguito alle prime vittorie riportate si diffuse la voce che il Meschino fosse il figlio del dio Marte.

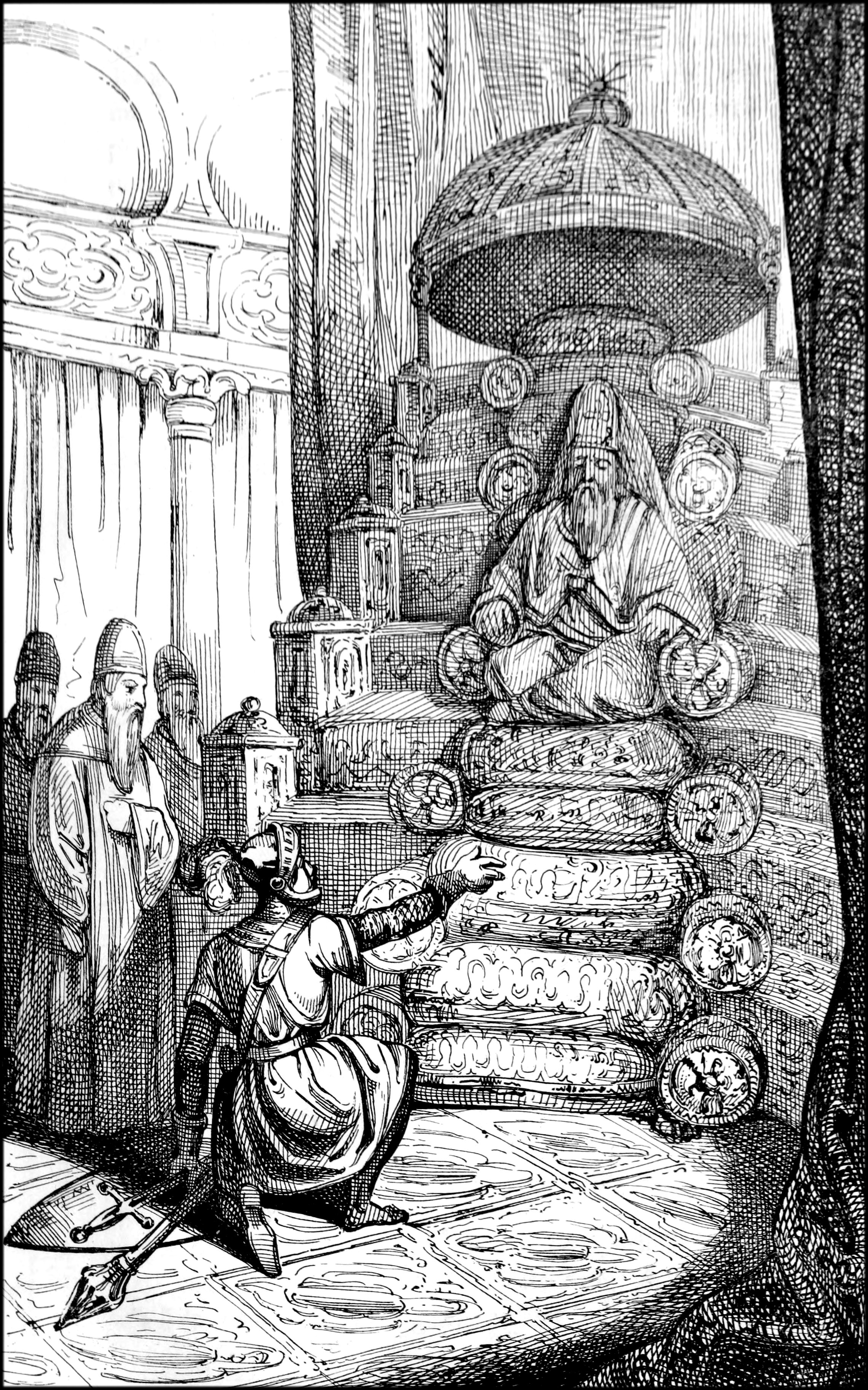
Guerrino al cospetto del Prete Gianni

Al termine di una delle battaglie vinte dai Persiani, Guerrino inseguì da solo il capitano turco Finistauro, figlio di Galismarte, che dopo la sconfitta del suo esercito fuggiva per salvarsi la vita. Raggiunto Finistauro sulle rive del fiume Ulion (forse Pulvar, affluente del fiume Kor), lo sfidò a duello e lo uccise a seguito di un duro e lungo combattimento. Dopodiché si recò da solo a Persepoli per spiare la situazione dei nemici, e tramite un oste presso cui alloggiò venne a conoscenza della mal disposizione della popolazione verso i turchi, e proprio insieme all'oste organizzò un'insurrezione da attuare in concomitanza all'assedio armato al quale avrebbe guidato l'esercito Persiano.
Forte dell'appoggio della popolazione della città, tornò dal Sultano, riorganizzò l'esercito, mosse verso Persepoli e la riconquistò. Tuttavia nel frattempo apprese che i turchi stavano mettendo a ferro e fuoco Darida e altre città persiane, perciò si rimise alla testa dell'esercito e affrontò i turchi in un'ultima battaglia in cui il re Galismarte perse la vita.
Restaurata la regina Antinisca sul trono di Persepoli, Guerrino dovette ripartire alla ricerca dei genitori, ma promise alla principessa di tornare entro dieci anni e allora prenderla in sposa, facendole voto di fedeltà.
Partendo da Persepoli, proseguì la campagna militare contro i turchi e sottomise al Sultano di Persia tutte le terre di Mesopotamia, Babilonia, Siria e Gerusalemme, cacciando definitivamente i turchi.

##### Il regno del Prete Gianni
Al termine della guerra, il Meschino ripensò alle virtù dei Tre Magi e alle profezie della Regina di Saba e si convinse che in Arabia avrebbe potuto rintracciare qualche sapiente capace di rivelargli il nome dei suoi genitori: si recò quindi verso l'Arabia felice e l'Etiopia, dove incontrò il Prete Gianni.
Passò poi per l'Egitto diretto verso i monti dell'Atlante.

#### Argomento del Libro IV
La vicenda è ambientata nell'Africa settentrionale. Qui Guerrino venne prima fatto prigioniero dal re di Polismagna, il quale poi si convertì segretamente al cristianesimo e lo rimise in libertà per combattere contro gli invasori arabi e liberare l'Egitto.
Il Meschino salvò Dinoino, un cavaliere inglese che recandosi in Terra Santa era stato assalito, e i due divennero amici. I due incontrarono Artilafo che si convertì al cristianesimo.
In seguito il Meschino combatté contro Artilaro e ne conquistò le città. E poi contro Validor, ucciso poi a tradimento dalla sorella Rampilla, che, innamoratasi del Meschino, gli avrebbe offerto il regno del fratello. Ma Guerrino rifiutò l'offerta della traditrice, e questa si suicidò.

A Tunisi il Meschino conobbe l'indovino Calagabac che abitava presso il Monte Zina, il quale, non sapendo il nome dei genitori, gli raccontò di aver ritrovato alcuni scritti in cui si diceva che la Sibilla Cumana non fosse morta ma dovesse vivere sino alla fine dei tempi, e che ella abitava nei monti dell'Appennino al centro d'Italia (presso la città di Norza, detta Norsia o Noccea). Il Meschino si separò da Dinoino, il quale si recò in Terra Santa, e attraverso la Sicilia per giungere in Italia.

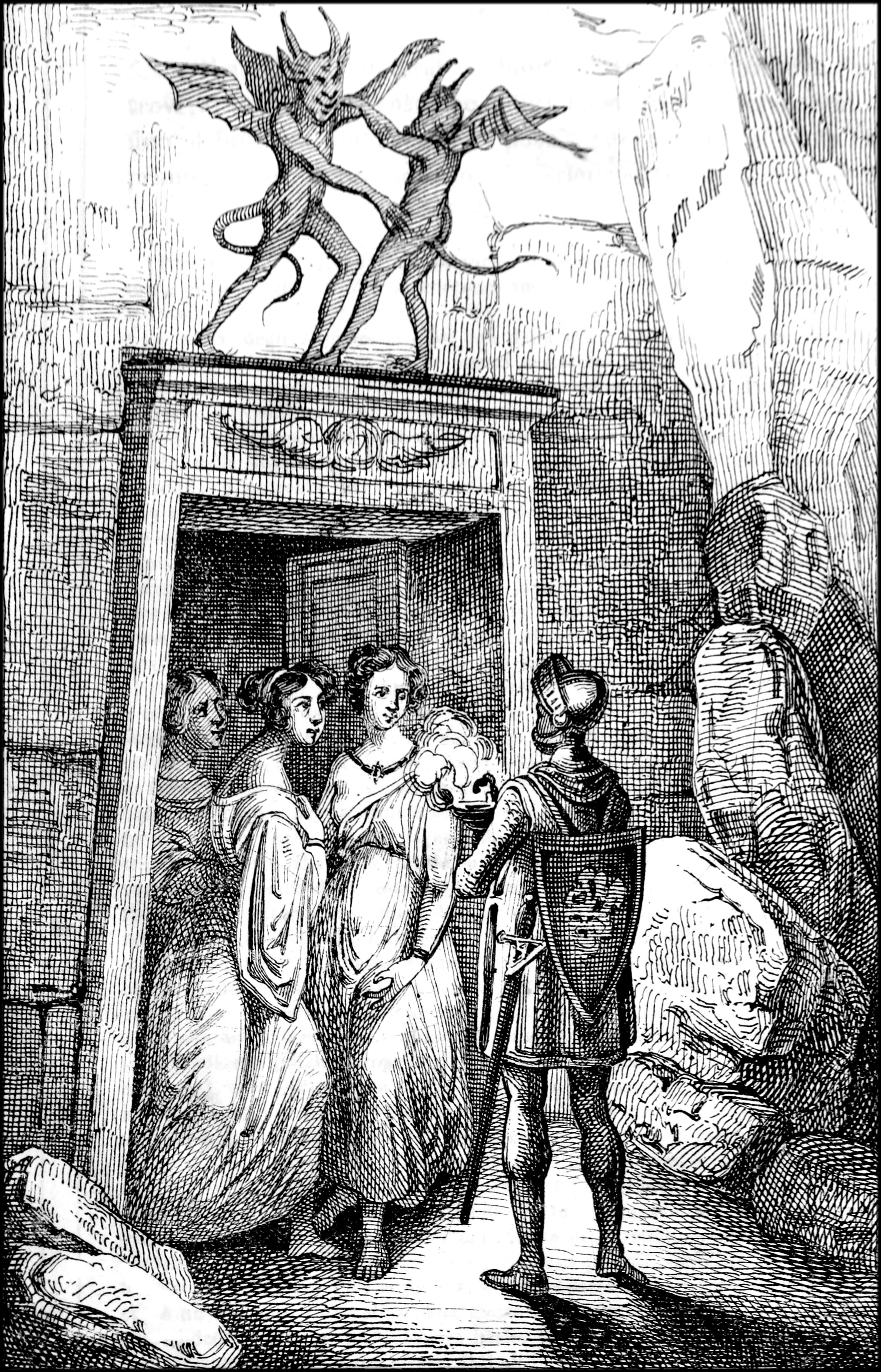
Guerrino alle porte del regno della Sibilla

#### Argomento del Libro V
Attraverso la Calabria il Meschino giunse alla città di Norza e alloggiò presso l'osteria di Anuello, il quale lo accompagnò al castello e poi al romitorio, dove tre eremiti sorvegliavano l'accesso alla grotta della Sibilla per scoraggiare chi volesse avventurarvisi, in quanto nessuno di quanti vi entravano riusciva poi ad uscirne. Il Meschino decise comunque di entrare, quindi i monaci lo istruirono su ciò che lo attendeva presso la Sibilla e sulle tentazioni da superare, e gli insegnarono la preghiera da ripetere ogni volta che si fosse trovato in difficoltà. Attraverso le aspre montagne Guerrino giunse alla grotta, nella quale superò alcune prove (come un ponte strettissimo sospeso sull'abisso) prima di arrivare al cospetto della Sibilla. Durante il cammino si imbatté in Macco, un uomo tramutato in serpente e condannato a rimanere nella grotta per la sua accidia ed invidia.
La fata Sibilla intrappolò Guerrino nel suo regno per un anno, durante il quale lo tentava di lussuria senza rivelargli le sue origini. Allo scadere dell'anno, per evitare di rimanervi per sempre, il Meschino abbandonò il regno della Sibilla e si recò dal Papa a chiedere perdono. Il pontefice, apprese le ragioni non maliziose per le quali Guerrino si era recato dalla Sibilla, lo assolse; come penitenza lo inviò sulla strada di Santiago di Compostela per proteggere i pellegrini dai briganti e per l'espiazione definitiva al Pozzo o Purgatorio di San Patrizio, nell'estremo occidente dell'Irlanda.

#### Argomento del Libro VI

##### Il Purgatorio di San Patrizio

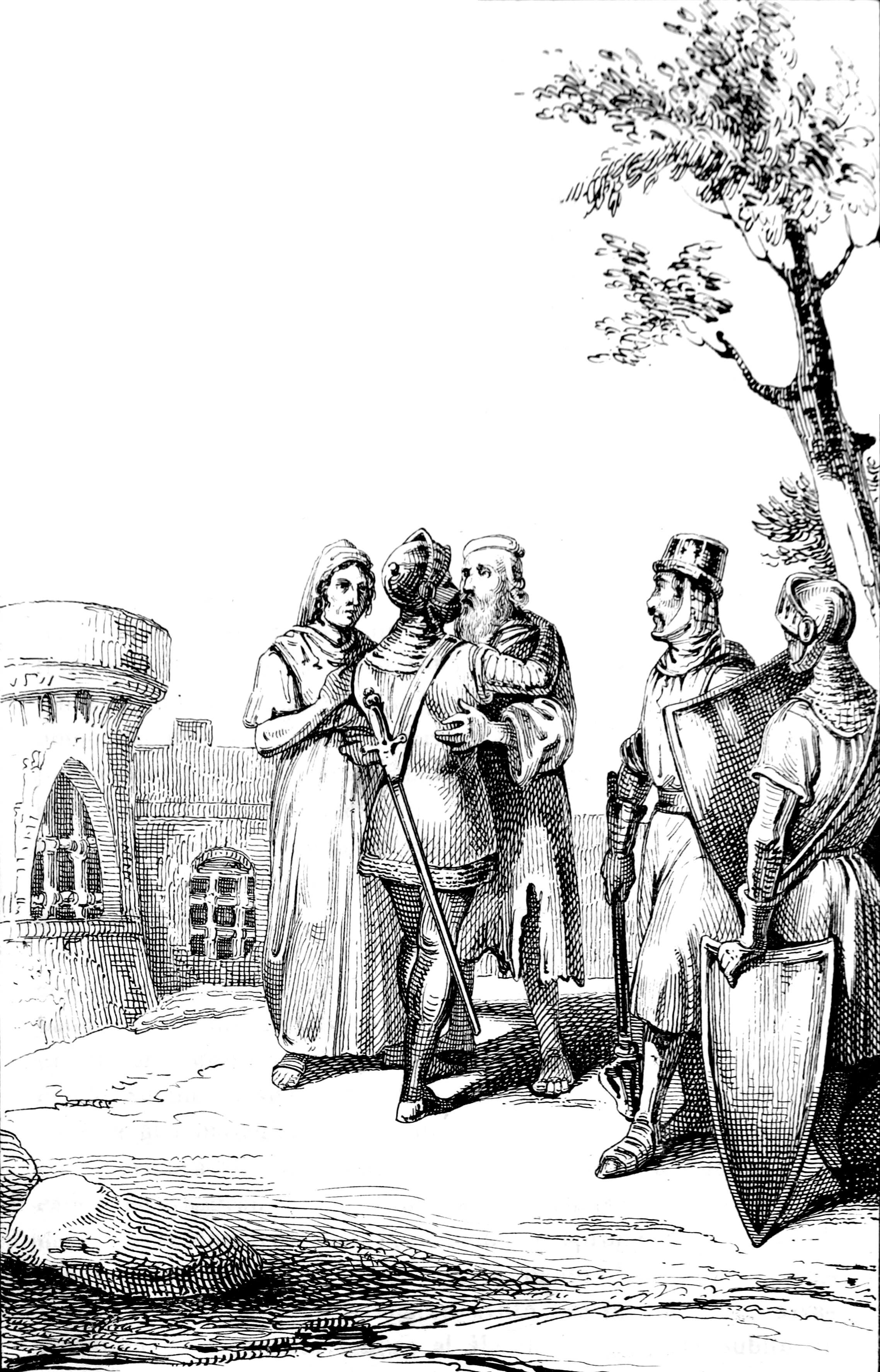
Guerrino ritrova Milone e Fenisia

Il Meschino si recò a Santiago di Compostela e a Santa Maria di Finibus Terrae per liberare la strada dai briganti, e poi al Purgatorio di San Patrizio in Irlanda, come indicato dal Papa, per espiare i propri peccati.
In Inghilterra incontrò Messer Dinoino, già conosciuto in Libia, il quale lo accolse e lo condusse in Irlanda (Ibernia). Il Meschino giunse nel Donegal, presso il lago Lough Derg, dal quale emergeva l'Isola Carmara, precedentemente Isola Santa, dove sorgeva un'abbazia i cui monaci custodivano l'accesso al Purgatorio.
All'interno del Purgatorio di San Patrizio Guerrino venne accompagnato e tentato dai demoni attraverso i luoghi in cui i penitenti scontano le pene per raggiungere il Paradiso. Qui incontrò Brandisio, che aveva conosciuto in Media e fatto regnante, e altri personaggi citati nel libro (un cavaliere dell'Almansore e il re di Polismagna conosciuti in oriente, Lambero da Pavia che combatté in Albania con Milone). In seguito i demoni condussero Guerrino nell'Inferno, dove incontrò Rampilla, la sorella di Validor conosciuta in Africa, che uccise il fratello consegnando il suo regno. La descrizione del lago ghiacciato dell'inferno ha diversi punti in comune con la Divina Commedia: ad esempio, la raffigurazione di Satana che divora nelle sue tre bocche i traditori Giuda, Cassio e Dario di Persia (o Bruto, secondo Dante).
Guerrino giunse infine nel Paradiso Terrestre, dove Elia ed Enoch gli spiegarono il significato di tutte le visioni che aveva avuto attraversando Inferno e Purgatorio e gli mostrarono le porte del Paradiso.
Prima di tornare al mondo terrestre, Guerrino domandò ai due profeti se conoscevano il nome dei suoi genitori. Gli risposero che a loro non era consentito rivelarglielo esplicitamente, ma lo condussero nel cortile di una chiesa, dove gli apparse la visione di due anziane figure dall'aspetto trasandato con vesti malconce, e gli dissero di imprimere bene in mente quelle figure, perché i suoi genitori erano vivi, e proprio in quell'aspetto egli li avrebbe rivisti e riconosciuti.

##### La guerra in Albania e l'incontro con i genitori
Tornato in Inghilterra, il Meschino venne presentato alla corte reale da Messer Dinoino, poi ripartì verso Roma per tornare dal Papa. Il Pontefice gli concesse l'assoluzione e lo inviò in Puglia, dove il re Guizzardo stava organizzando l'assedio di Durazzo per vendicare il fratello Milone spodestato dai Saraceni trent'anni prima.
Guerrino si unì all'esercito e venne nominato capitano. Insieme a Girardo, figlio di Guizzardo, riconquistò prima Dulcigno e poi Durazzo, dove la popolazione lo accolse come liberatore. Quando i prigionieri dei saraceni vennero liberati e condotti a palazzo, Milone e Fenisia entrarono nella sala dove si trovava Guerino che, grazie all'apparizione avuta in Irlanda, li riconobbe come i suoi genitori.

#### Argomento del libro VII

##### La liberazione della Grecia dai turchi
Milone riottenne dal fratello Guizzardo la reggenza sul principato di Taranto e tornò in Italia.
Nel frattempo, essendo morto l'imperatore di Costantinopoli e la reggenza dell'impero passata nelle mani di Alessandro, il re turco Astiladoro ebbe mosso guerra a Costantinopoli. Il Meschino e il cugino Girardo gli andò in soccorso: inizialmente liberarono tutta la Schiavonia, Ragusa (Dubrovnik) e Spalato privando i turchi dell'accesso al Mediterraneo.
In seguito si mossero verso la Macedonia, dove presso il monte Ascaron combatterono contro i capitani turchi Galabi da Pabinia, Falach di Saucia e Artibano di Liconia: i primi due vennero uccisi in battaglia, mentre Artibano, il più forte e valoroso dei tre, si trovò a combattere contro il Meschino che lo sconfisse e gli concesse la grazia. Artibano si convertì al cristianesimo e venne inviato da Milone a Taranto, dove fu battezzato con il nome di Fidelfranco.
Guerrino e Girardo mossero allora verso la Tessaglia, dove presero la città di Antinopoli e resisterono diversi giorni all'assedio turco. Infine si congiunsero con l'esercito di Alessandro e il Meschino uccise il re Astiladoro sconfiggendo definitivamente gli invasori.

##### La partenza per Persepoli e l'incontro con Artibano

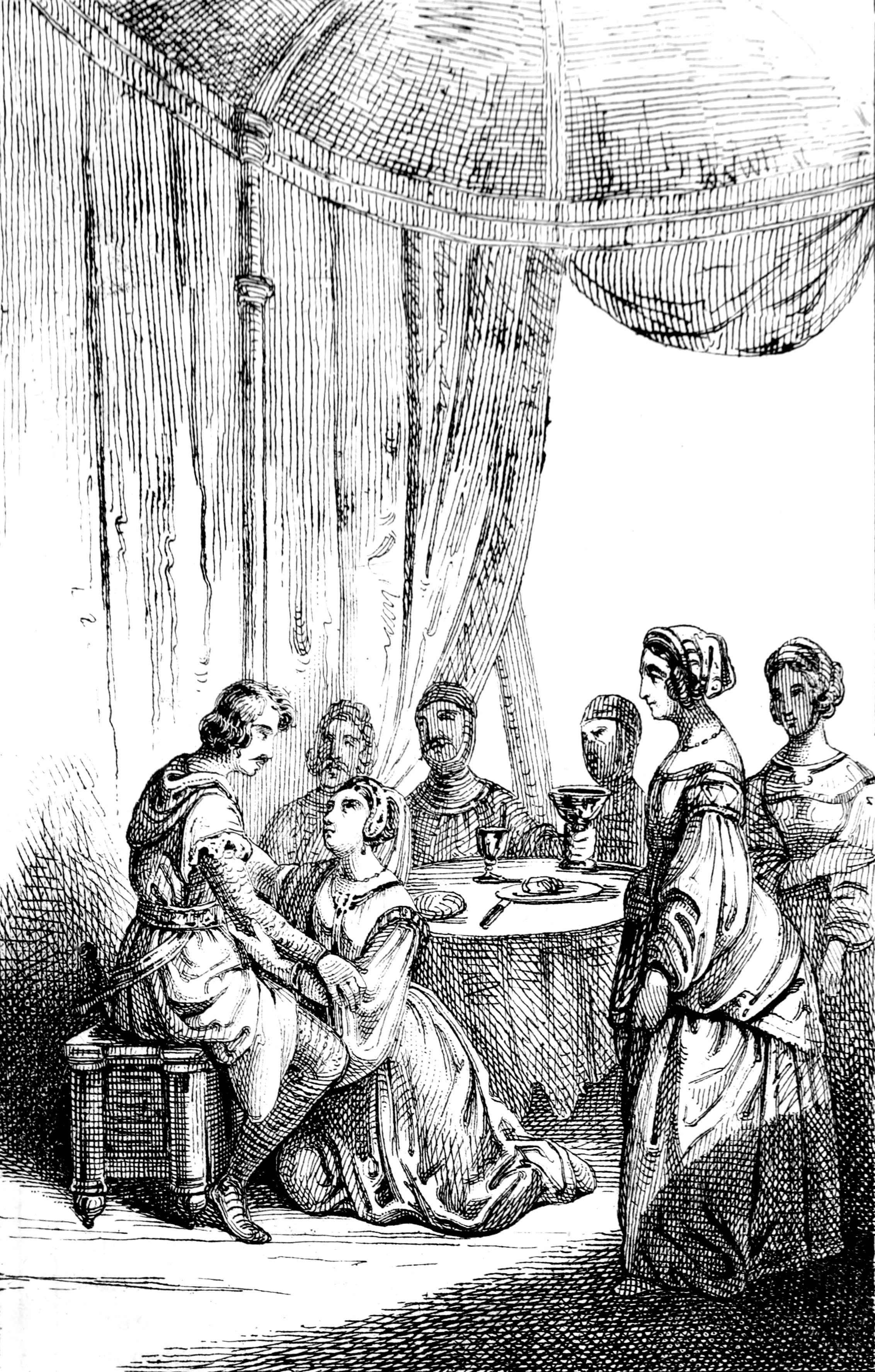
L'incontro tra Guerrino e Antinisca

Mentre il Meschino si trovava a Costantinopoli, ricevette le lettere di Antinisca e partì per Persepoli accompagnato da Alessandro. Camuffati con vesti orientali per viaggiare in incognito nei territori turchi, sbarcarono a Trebisonda, passarono l'Armenia, la Siria e la città di Ninive. Ma nei pressi della città di Camopoli, lungo il fiume Tigri, furono assaliti da due giganti e da alcuni briganti tartari, ai quali riuscirono a sfuggire.
Giunti ad un'osteria, appresero che la città di Persepoli fu assediata da Lionetto, figlio del Sultano di Persia, il quale, avendo chiesto la mano di Antinisca ed essendogli questa stata rifiutata in virtù della promessa della principessa al Meschino, voleva rapire la principessa per vendicare l'oltraggio subito.
All'osteria vennero riconosciuti da due briganti tartari sopravvissuti all'assalto, i quali informarono Baronif, signore di Camopoli, della presenza dei due forestieri. Questi li fece condurre a palazzo e nella notte li imprigionò a tradimento. Un barone della corte riconobbe Alessandro di Costantinopoli, e i due vennero condannati a morte in quanto nemici della fede islamica.
In quei giorni passava per quelle terre il capitano turco Artibano, convertito e battezzato Fidelfranco, che a Taranto era stato ricevuto presso la corte di Milone, accolto e trattato come un figlio. Venne a sapere della condanna a morte del Meschino e, per l'onore che doveva al padre Milone, si risolse di andare a Comopoli per salvargli la vita.
Essendo egli capitano turco gli fu facile nascondere la sua conversione al cristianesimo, e fingendo di odiare profondamente il Meschino per la sconfitta subita in Macedonia riuscì a farsi accogliere alla corte di Baronif come amico.
Nella notte prima dell'esecuzione, Artibano uccise Baronif, liberò Alessandro e il Meschino, e insieme fuggirono verso Persepoli travestiti da mercenari.

##### L'arrivo a Persepoli
Si presentarono al campo di Lionetto, che stava di assedio a Persepoli, chiedendo di essere assoldati nell'esercito, ma si finsero talmente inetti alle armi che furono scacciati e mandati a Persepoli, dove senza essere riconosciuti vennero accettati nell'esercito.
Dopo la prima battaglia Alessandro, Artibano e il Meschino furono notati, il servitore Trifalo riconobbe il Meschino per le gesta compiute a Persepoli contro i turchi e Antinisca fu avvertita dell'arrivo di Guerrino in città.

#### Argomento del libro VIII

##### La caduta di Persepoli
La città di Persepoli, aiutata dalla città di Media, resisté a Lionetto per un anno intero, finché i turchi, venuti a sapere della presenza dei cavalieri cristiani a Persepoli, si allearono con Lionetto per catturarli.
Durante la guerra il principe turco Utinifar, figlio di Galismarte, sfidò il Meschino; per garantire che il Meschino non venisse attaccato dall'esercito durante il duello, venne inviato come ostaggio Melidonio, fratello di Utinifar, il quale, conoscendo Parvidas come governante della città, gli propose di consegnare il Meschino e i cavalieri cristiani in cambio della pace.
Parvidas accettò, ma il Meschino seppe del tradimento tramite Trifalo, e insieme con Antinisca, Alessandro e Artibano, scappò dalla città prima che i persiani e i turchi riuscissero ad entrarvi.
Non trovando in città i cristiani, Lionetto e i turchi devastarono e saccheggiarono Persepoli, sterminandone la popolazione.

##### Il castello nella selva
Scappati da Persepoli, il Meschino e i compagni giunsero in Armenia, dove trovarono la Selvaggia Rocca, un castello nascosto nella foresta. Artibano, Alessandro e Trifalo andarono alla rocca a chiedere da mangiare, ma il signore Sinogrante imprigionò Artibano e Alessandro.
Nel frattempo il Meschino incontrò dei pastori che volevano derubarlo, ma Trifalo li raggiunse per dare notizia dei compagni catturati e li riappacificò. Il Meschino promise ai pastori, oppressi da Sinogrante, di cedere loro il castello in cambio di aiuto.
Il plotone attaccò perciò il castello, e Guerrino combatté a duello con Sinogrante uccidendolo. I prigionieri furono liberati e la rocca ceduta ai pastori.
Si scoprì inoltre che il signore del castello teneva rapita una fanciulla, Diaregina, figlia del re Polidon di Armauria, che il Meschino e i compagni ricondussero dal padre.

##### Epilogo
Artibano sposò la principessa Diaregina, mentre Alessandro prese in moglie sua sorella Lauria e la condusse con sé a Costantinopoli.
Guerrino e Antinisca tornarono a Durazzo, dove ebbero due figli: Fioramonte e Milon. Il Meschino regnò su Durazzo per molti anni, poi alla morte della moglie Antinisca decise di ritirarsi nel deserto a vita eremitica per fare penitenza; si ammalò e morì all'età di 56 anni.

### Personaggi
- Alessandro: principe di Costantinopoli, figlio dell'Imperatore Raimondo
- Aminadam: regina di Media, sposa di Brandisio
- Antinisca: principessa di Persepoli e moglie del Meschino
- Archilao e Amazzone di Schina: baroni greci, fratelli signori di Negroponte
- Artibano (ribattezzato Fidelfranco): capitano turco convertito al cristianesimo
- Astiladoro: re turco dominante sui territori di Polonia, Romania e parte della Grecia
- Brandisio: cavaliere guascone amico del Meschino, che egli libera da un gigante tartaro
- Calidocor: ribelle mediano, insieme al Lalfamech tenta di usurpare il trono di Media
- Corante, Lalfamech di Media: nobile mediano usurpatore del trono. Ospita il Meschino e Brandisio nel suo castello, poi tenta di derubarli
- Diaregina di Saragona: principessa armena rapita da Sinogrante, poi sposa di Artibano
- Dinoino: cavaliere inglese amico del Meschino
- Elisena: sorella di Alessandro di Costantinopoli
- Epidonio: mercante di Costantinopoli, padre putativo del Meschino
- Enidonio: figlio naturale di Epidonio e amico del principe Alessandro
- Fenisia: moglie di Milone e madre del Meschino
- Finistauro: principe turco, figlio del re Galismarte
- Galismarte: fratello di Astiladoro, re turco dominante sui territori del Medio Oriente
- Girardo: figlio del re Guizzardo, cugino del Meschino
- Guizzardo: fratello di Milone, re di Puglia
- Guerrino (o Guerino) detto il Meschino: protagonista
- Lionetto: figlio del Sultano di Persia, pretendente della principessa Antinisca
- Madar e Napar: fratelli turchi tiranni di Durazzo
- Macco: anima dannata all'interno della grotta della Sibilla, sotto forma di serpente
- Melidonio: figlio del re Galismarte, principe turco che trama con la gente di Persepoli per tradire il Meschino e consegnare la città
- Milone (o Milon): padre del Meschino; re di Taranto che stappò Durazzo al dominio turco
- Parvidas: nobile della città di Persepoli, posto dal Meschino al governo della città
- Polinador: re libico di Polismagna, convertito dal Meschino al cristianesimo
- Prete Gianni: regnante delle terre presso l'Etiopia e l'Eritrea
- Sefferra: balia di Guerrino che lo conduce via da Durazzo salvandolo dai turchi
- Sibilla: fata, incantatrice e indovina, che dimora in un paradiso infernale tra i monti dell'Appennino al centro dell'Italia
- Sinogrante: cavaliere turco, signore della Selvaggia Rocca in Armenia
- Trifalo: figlio dell'oste di Persepoli che aiuta Guerrino a conquistare la città, poi fatto cavaliere dal Meschino
- Utinifar: principe turco, figlio del re Galismarte

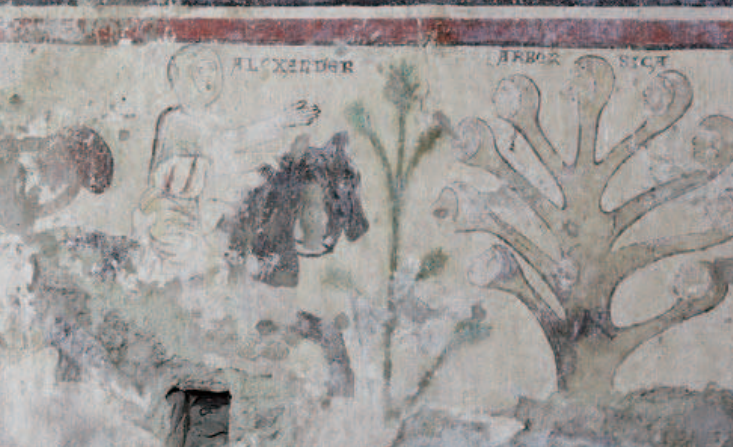
Alessandro Magno agli Alberi del Sole e della Luna, in un affresco presso il castello di Quart (XIII sec)

## Contestualizzazione nella cultura medievale

### Geografia
I riferimenti geografici del libro, a volte realistici e a volte fantasiosi, sono basati sulla concezione geografica del mondo medievale. La fonte di questi riferimenti, per quanto riguarda Andrea da Barberino, andrebbe ricercata nella Cosmographia di Tolomeo, dalla quale l'autore avrebbe attinto le sue nozioni di geografia.

### Poemi cavallereschi
Nel libro si trovano svariati elementi rintracciabili nelle chanson de geste, del quale Andrea da Barberino fu uno studioso e un traduttore.
- Nella narrazione del Libro V si cita la città di Risa (Reggio Calabria), distrutta dai Saraceni di Agolante, come si racconta nella Canzone d'Aspromonte (XII sec), tradotta da Andrea da Barberino nella sua opera Aspramonte.
- Anche Milone figlio di Gherardo è un personaggio ripreso dalla suddetta canzone.[3] La storia del Meschino (come quella dei reali di Francia, dello stesso autore) si innesta infatti nei racconti cavallereschi del ciclo carolingio: infatti nel romanzo Milone e Guizzardo sono figli di Gherardo da Fratta, che discese con Carlo Magno per cacciare i mori dall'Italia meridionale. Dopo la vittoria in Aspromonte Guizzardo fu creato re di Puglia e Milone principe di Taranto.[4]
- Molte delle vicende raccontate nel romanzo si riflettono nelle narrazioni della chanson de geste di Ugo d'Alvernia, attestata come prima opera cavalleresca franco-italiana risalente almeno al XIV secolo, ma derivante forse da una più antica versione francese. Il poema racconta un viaggio nell'oltretomba ispirato a quello di Dante nella Divina Commedia[5]. Andrea da Barberino traspone le vicende dell'Ugo d'Alvernia in prosa toscana nella sua Storia di Ugone d'Alvernia. Nel Guerrin Meschino si raccontano l'incontro con il Prete Gianni, il soggiorno in un regno incantato e la discesa agli inferi; tutte storie che trovano corrispondenza anche nell'Ugo d'Alvernia, in particolare per quanto riguarda l'episodio della catabasi agli inferi, che presenta moltissimi aspetti comuni nei due romanzi. La critica fa risalire la stesura del Guerrin Meschino ad un periodo successivo alla stesura della Storia di Ugone d'Alvernia, in quanto il primo vanta di una maggiore scientificità nella collocazione geografica dei luoghi, derivante da una consapevolezza maturata nell'autore in seguito alla lettura della Cosmographia di Tolomeo, diffusa in Italia intorno al 1410 in seguito alla volgarizzazione operata da Jacopo da Scarperia.[2]

### Il Purgatorio di San Patrizio
Durante la traversata dell'inferno, Guerrino viene a trovarsi su un ponte tanto stretto da non entrarvi due piedi, ma riesce miracolosamente ad attraversarlo quando pronunciando il nome di Cristo il ponte si allarga. L'episodio è identico a quello dell'eroe Owein raccontato nel Tractatus de Purgatorio Sancti Patricii (1190).
Il racconto della discesa nel purgatorio e nell'aldilà riprende vari punti della Divina Commedia, ma quello delle visio è un elemento ricorrente nella letteratura latina medievale, a partire dalla Visione di Tundalo.

### Alessandro Magno
Durante il medioevo la storia di Alessandro Magno, degna di nota per l'eccezionalità delle sue gesta, diventa molto popolare: viene a crearsi un vasto corpus letterario composto di numerose cronache, poemi e leggende. Alessandro Magno viene ricordato come dominatore del mondo per antonomasia, per il fatto di aver conquistato in soli dodici anni tutte le terre dell'Impero Persiano dal Medio Oriente fino all'India. Già in vita egli aveva costruito un mito di se stesso, tanto che a solo un secolo di distanza dalla morte (326 a.C.) fu redatta ad Alessandria d'Egitto una raccolta di racconti leggendari nati intorno alla sua vicenda, la quale andò crescendo fino a costituire il cosiddetto Roman d'Alexandre.
Tra leggende di Alessandro Magno si racconta di creature fantastiche che abitavano le terre allora sconosciute e affascinanti della Persia e dell'India. Un episodio particolare, ambientato nell'India occidentale e tratto dalla Lettera di Alessandro ad Aristotele, è la visita all'oracolo degli Alberi del Sole e della Luna che con rami carichi di teste umane (secondo la tradizione orientale dell'Albero Secco) predicono ad Alessandro la sua morte:
(Romanzo di Alessandro, III, 17)

## Edizioni
- (editio princeps) Padova, 1473[1]
- El libro de lo infelice Guerino dito Meschino: magnifico & generoso capitanio, in Venexia: Gerardus de Flandria impressit, a di xxii de Novembre 1477;
- In questo libro ulgarmente se trata alchuna istoria breue de re Carlo. Poi del nascimento et opere di quello magnifico cavaliero nominato Guerino et prenominato Meschino, Venezia 1483;
- Guerino dito Meschino. In questo libro vulgarmente se trata alcuna historia breve de re Carlo imperatore. Poi del nascimento & opere de quello magnifico cavaliero nominato Guerino & poi nominato Meschino, Impresso in la inclita cità de Venetia: per maestro Simone Bevilacqua da Pavia, 1503;
- Guerrino detto Meschino,  Venetiis: per Alexandro de Bindoni, 1512 (codice identificativo: IT\ICCU\CNCE\001689)
- El libro de Guerrino chiamato Meschino, impresso in Milano: per magistro Bernardino da Castello ad instantia de misere Nicolo da Gorgonzola, 1520 adi xv de febrario;
- Guerrino. Detto il Meschino. Con accuratissima diligenza nuovamente corretto, in Venetia, 1567 (codice identificativo: IT\ICCU\CNCE\001697)
- Guerrino detto il Meschino, nel quale si tratta come trouò suo padre & sua madre, in la città di Durazzo in prigione. Et de diuerse vittorie hauute contra Turchi, in Venetia: appresso Gio. Battista Vsso, 1618;
- Guerino detto il Meschino. Nel quale si tratta come trovò suo Padre, & sua Madre, in la città di Durazzo in prigione. Et de diverse vittorie hauute contra Turchi. In Venetia, Presso Ghirardo , & Beppo Imberti, 1626;
- (FR)  Cy commence l'histoire du premier livre de Guerin Mesquin, fils de Millon de Bourgogne ... Le quel ce trouva en plusieurs grandes batailles, rencontres, & assaux, ou il fit de merveilleux faitz darmes. Ainsi que recite ce present livre, le quel à esté traduit de italien en langue francoise. Par J. Duchermois, A Troyes: chez Nicolas Oudot, 1629;
- Guerino detto il Meschino. Storia in cui si tratta delle grandi imprese, e vittorie avute contro i turchi, nuovamente ristampato, correttamente ridotto alla sua vera lezione, e di figure adornato; in Venezia: appresso Gio: Francesco Garbo, e figli, 1778;
- Andrea da Barberino, Guerino detto il Meschino. Storia in cui si tratta delle grandi imprese e vittorie da lui riportate contro i turchi, a cura di Giuseppe Berta, Milano, 1841.
- Andrea da Barberino, Guerrino detto il meschino: storia delle grandi imprese e vittorie riportate contro i Turchi durante il regno di Carlo Magno imperatore, re di Francia, opera completa diligentemente corretta, Napoli: Ferdinando Bideri libraio editore, 1891;
- Andrea da Barberino, Dalle avventure del Guerino detto il meschino, a cura di Luisa Steiner, Torino, Paravia e C., 1934;
- Andrea da Barberino, Il Guerrin Meschino, edizione critica secondo l'antica vulgata fiorentina a cura di Mauro Cursietti, Roma-Padova, Antenore, 2005

### Manoscritti
Sono stati individuati diciassette manoscritti, dodici incunaboli e sedici cinquecentine. I manoscritti sono successivi al 1410, anno della prima stesura da parte dell’autore. Gli incunaboli sono stampe pubblicate nel corso del XV secolo, le cinquecentine sono quelle risalenti al XVI secolo.
Le versioni più antiche sono:
- Manoscritto ex Dyson Petrins 71 (in possesso di un collezionista privato), 1462
- Manoscritto MA297, Biblioteca Civica di Bergamo Angelo Mai, 1467-68
- Prima edizione a stampa (incunabolo), 1473

### Diverse versioni dell'opera
L'opera ha avuto una storia controversa. La maggior parte delle edizioni moderne è riferibile ad un'edizione del 1785, considerata falsata, ovvero non fedele a quanto scritto originariamente dall'autore.
Tutte le edizioni successive al Concilio di Trento (quindi approssimativamente dopo il 1563), in particolare l'edizione conosciuta come quella di Venezia 1785, presentano delle modifiche rispetto al testo originale:
- ogni riferimento alla Sibilla Appenninica (libro V), che nel romanzo presenta le caratteristiche della maliarda seduttrice derivate dalla letteratura cortese e rafforzate dalle ormai diffuse idee sulla stregoneria, viene cancellato. Questa censura avviene in quanto le Sibille erano al tempo considerate dal mondo cristiano come profetesse della nascita di Cristo in terra pagana e non potevano perciò ricoprire il ruolo demoniaco attribuito nel romanzo. Il termine Sibilla, ricorrente una sessantina di volte all'interno del libro, viene quindi sostituito con termini quali: Alcina (utilizzata per Alcina dell'Orlando furioso), Fata, Fatalcina, Ammaliatrice, Incantatrice; di conseguenza scompare anche l'intero capitolo in cui la Sibilla Appenninica descrive al Meschino le altre Sibille classiche. Resta invece intatto il capitolo relativo all'astronomia.
- Tutta la descrizione dell'aldilà visitato dal Meschino all'interno del Purgatorio di San Patrizio (libro VI) è stata censurata e rimossa dalle versioni a stampa successive al XV secolo. Questa parte in realtà è ancora presente nell'edizione di Venezia 1567[10].

## Opere derivate

### Adattamenti Teatrali
- "La FAVOLOSA STORIA del GUERIN MESCHINO" - spettacolo teatrale e musicale / monologo da cantastorie - con  Mirco Abbruzzetti  - attore poliedrico di teatro e di cinema (a partire dal 2022, regia di Marco Renzi, riallestimento dello spettacolo dell'89 con l'omonimo regista);

### Letteratura
- Nel 1560 Tullia d'Aragona compone il poema Il Meschio, o il Guerino, senza essere a conoscenza dell'edizione originale, ma traducendo in versi una versione spagnola.[11]
- Diego Valeri ha scritto Il romanzo di Guerrino il Meschino, pubblicato nella Collana La Scala d'oro (UTET, Torino 1932), con illustrazioni in nero e a colori di Carlo Nicco[12].
- Dall'opera di Andrea da Barberino deriva anche il poema epico cavalleresco intitolato Le armi vergini, scritto in rime da Letterio Calabrò e pubblicato nel 1933.
- Un libro con il medesimo titolo - Il Guerrin Meschino - è stato scritto da Gesualdo Bufalino e pubblicato nel 1993 da Bompiani[13].

### Riviste
- Il Guerin Meschino è stato un settimanale satirico, umoristico e illustrato fondato da Carlo Borghi, Francesco e Giovanni Pozza, pubblicato dal 1882 al 1950. Si avvalse delle collaborazioni di diversi autori, fra cui il giornalista Carlo Bertolazzi nelle vesti di critico teatrale e del pittore Amero Cagnoni come illustratore di vignette satiriche.
- Guerin Sportivo è il titolo-parodia di un rotocalco sportivo.

### Fumetti
- Una prima versione a fumetti fu realizzata nel 1942 in 10 albi in grande formato, dalle Edizione Alpe a Milano, nella collana "Albi della fantasia". Il disegnatore fu Mario Zampini, dallo stile vagamente "liberty", e lo sceneggiatore Cesare Solini. Questi albi, assai rari nell'edizione originale, sono stati riediti in un'edizione anastatica assai ben curata.
- Il Guerrino ha avuto riduzioni per fumetto anche su il Corriere dei Piccoli, sul quale è stato pubblicato nel n. 29 del 1968, su testi di Mino Milani (che firmò con lo pseudonimo di Piero Selva) e con disegni di Sergio Toppi. Una precedente riduzione, con il titolo Guerino detto il Meschino, sviluppata in una ventina di puntate dal n. 30 del 1959 al n. 47 del 1959, era stata firmata da Domenico Natoli[12].
- La Disney ad opera degli italiani Guido Martina e Pier Lorenzo De Vita nel 1958 omaggiò il romanzo con una sua reinterpretazione intitolata Paperin Meschino. Divisa in tre parti, la storia venne pubblicata inizialmente sulla testata Topolino nei numeri 197-198-199 e successivamente fu ristampata varie volte (1959-1973-1977-1992-2006) per far parte di raccolte a tema parodistico.

### Cinema
- Nel 1952 venne realizzato il film Le meravigliose avventure di Guerrin Meschino, diretto da Pietro Francisci ed interpretato, fra gli altri, da Sergio Fantoni e Leonora Ruffo.